# Rino Gandini
Rino Gandini (Verona, 19 giugno 1960) è un allenatore di calcio ed ex calciatore italiano, di ruolo portiere.

## Biografia
Il figlio Luca gioca in Serie A di pallacanestro nella Dinamo Sassari.

## Carriera

### Giocatore
Cresce nell'Hellas Verona, la squadra della sua città natale, nella quale milita per due campionati tra il 1977 e il 1979, senza mai scendere in campo. Nel 1979 viene ceduto al Pollo Miglioranza, squadra di Pizzoletta (frazione di Villafranca) che milita nel campionato di Promozione. Vi rimane da titolare per quattro stagioni, e nel 1983 viene acquistato dal Parma, militante in Serie C1. Preso come riserva di Roberto Dore, si impone come titolare nella formazione che conquista la promozione in Serie B, categoria nella quale esordisce l'anno successivo. La stagione è negativa a livello personale, poiché perde il posto da titolare, e di club, che retrocede in Serie C1.
Nel 1985 viene acquistato dalla Triestina, in Serie B. Dopo una stagione come vice di Guido Bistazzoni diventa titolare a partire dal campionato 1986-1987 e fino al febbraio 1988. In seguito alla partita Catanzaro-Triestina del 14 febbraio 1988, Gandini viene squalificato per otto mesi per uno sputo all'arbitro, rientrando in campo solo nel finale di stagione, senza poter evitare la retrocessione della squadra. Il successivo campionato di Serie C1 vedrà comunque la pronta risalita degli alabardati. Rimane a Trieste fino al 1990, disputando da rincalzo un altro campionato di Serie B.
Nel 1990 passa al Piacenza, in Serie C1, portato dal direttore sportivo Gian Pietro Marchetti con cui aveva già lavorato a Trieste. Disputa la prima stagione da titolare, vincendo il campionato 1990-1991, e nella stagione successiva si alterna con Davide Pinato a guardia della porta piacentina, disputando 11 partite. Con l'arrivo di Massimo Taibi diventa portiere di riserva a tutti gli effetti, disputando un solo spezzone nella Serie B 1992-1993 che vede la prima promozione in Serie A del Piacenza. Nella sua ultima stagione di attività è stato il secondo portiere del Piacenza in Serie A, senza mai scendere in campo. Al termine del campionato, lasciato libero dal Piacenza, torna nel Veronese con Legnago (inizialmente come preparatore dei portieri) e San Massimo, tra i dilettanti.
In totale ha collezionato 94 presenze in Serie B con le maglie di Parma, Triestina e Piacenza.

### Allenatore
Smessi i panni di calciatore, è diventato un preparatore dei portieri. La sua carriera è partita a Piacenza nel 1997, alle dipendenze di Vincenzo Guerini, Giuseppe Materazzi, Luigi Simoni e Walter Novellino. Dal 2002 al 2008 è collaboratore fisso di Novellino, seguendolo nelle esperienze alla Sampdoria e al Torino. Nell'estate 2009 ritorna al Piacenza, dove rimane per due stagioni.
Nel gennaio 2012 entra nello staff di Emiliano Mondonico al Novara, sempre come preparatore dei portieri.
Da giugno 2012 entra a far parte dello staff di Eusebio Di Francesco al Sassuolo.

## Palmarès

### Giocatore
- Campionato italiano Serie C1: 2

Parma: 1983-1984
Piacenza: 1990-1991